# Konstantyn IX Monomach
Konstantyn IX Monomach (1000 – 11 stycznia 1055) – cesarz Bizancjum od 11 czerwca 1042. Trzeci i ostatni mąż cesarzowej Zoe.

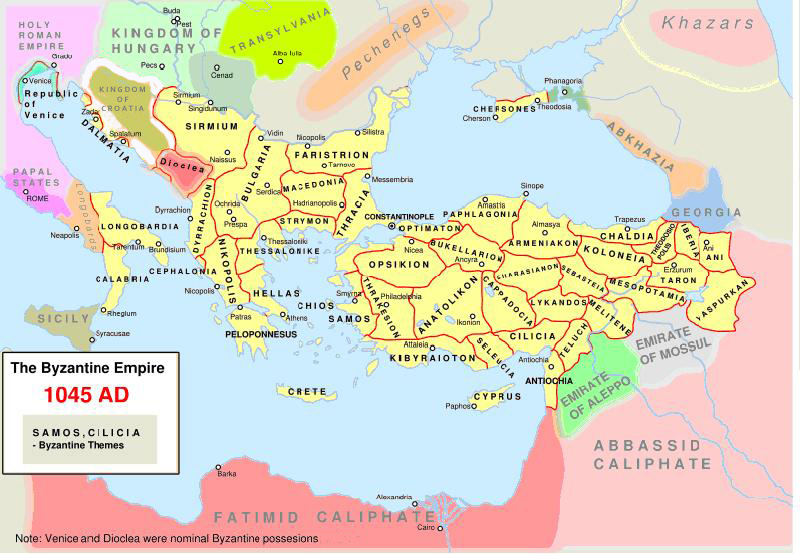
Cesarstwo Bizantyńskie w roku 1045.

Był synem Teodozjusza Monomacha, ważnego biurokraty z okresu rządów cesarzy: Bazylego II Bułgarobójcy i Konstantyna VIII. W pewnym momencie Teodozjusz stał się podejrzanym o spisek i równocześnie z jego karierą ucierpiała kariera jego syna. Pozycja Konstantyna poprawiła się po tym jak poślubił siostrzenicę cesarza Romana III Argyrosa. Następnie zwrócił uwagę samej cesarzowej Zoe i za to został wygnany przez jej drugiego męża – Michała IV Paflagończyka na wyspę Lesbos. Z wygnania powrócił w 1042 i został mianowany sędzią w Grecji, ale zanim jeszcze przyjął posadę, został wezwany do Konstantynopola przez Zoe, która wybrała go na swojego trzeciego męża. Zoe zmarła w 1050, a Konstantyn przeżył ją o 5 lat. W czasie swego panowania dbał o rozwój szkolnictwa wyższego w Konstantynopolu. Konstantyn był dość słabym cesarzem, ale miał pewien talent wojskowy. Na początku lat 50. zdobył dużą część Armenii z miastem Dwin, którą włączył do temu Gruzja. Za jego czasów opanowano też część górnego biegu Eufratu. Został tam utworzony nowy tem – Miasta Eufratu.
Za czasów Monomacha doszło do wielkiej schizmy wschodniej (1054).
Po jego śmierci rządy przejęła młodsza siostra Zoe – Teodora.

## Rodzina
Z pierwszą żoną (nie znamy jej imienia), Konstantyn nie miał żadnych dzieci. Z drugą żoną, członkinią klanu Sklerosów, siostrzenicą cesarza Romana III, miał córkę:
- Anastazja, pierwszą żonę Wsiewołoda I Kijowskiego.

Z trzecią żoną – cesarzową Zoe, Konstantyn również nie miał dzieci, podobnie ze swoją metresą – Marią Sklerainą (siostrzenicą swojej drugiej żony).